# Eugenio Ragni
Eugenio Ragni (Reggio nell'Emilia, 13 giugno 1933 – Roma, 21 giugno 2023) è stato un critico letterario, filologo e traduttore italiano.

## Biografia
Si laureò nel 1956 presso l'Università degli Studi di Roma "La Sapienza", sotto la guida di Angelo Monteverdi e Aurelio Roncaglia; conseguì quindi presso l'Università di Bordeaux la "Licence libre en Philologie romane", relatore Yves Lefèvre. Fu assistente di Giorgio Petrocchi alla cattedra di Lingua e letteratura italiana della Facoltà di Magistero di Roma. In questa sede, dopo un breve periodo di insegnamento presso l'Università degli Studi di Lecce, divenne nel 1982 professore associato. Dal 2001 fu professore ordinario di Letteratura italiana presso la Facoltà di Lettere di Roma Tre. Tenne corsi di letteratura italiana in numerose università italiane e straniere, negli Stati Uniti, in Canada, in Spagna, in Argentina e in Nuova Zelanda.
Fu socio ordinario e membro della Giunta direttiva dell'Istituto Nazionale di Studi Romani; socio fondatore e membro della Giunta del Centro Studi “Giuseppe Gioachino Belli” in Roma; socio del Centro Pio Rajna di Roma e del Consiglio scientifico per l'Edizione Nazionale dei commenti danteschi; socio corrispondente delle Accademia dell'Arcadia di Roma e Torricelliana di Faenza; socio del Gruppo dei Romanisti, Roma.
Fu redattore e collaboratore dal 1966 al 1996 dell'Istituto dell'Enciclopedia Italiana, in particolare dell’Enciclopedia Dantesca; responsabile della sezione “Letteratura provenzale, francese antica e latina medievale” del Lessico Universale Italiano; collaboratore del Dizionario biografico degli Italiani; redattore e revisore del Vocabolario della Lingua italiana; redattore e revisore dell'Appendice V dell’Enciclopedia di Scienze Lettere ed Arti; caporedattore de «il 996», rivista del Centro Belli.
I suoi interessi scientifici e le sue pubblicazioni si concentrarono su Dante, su Giuseppe Gioachino Belli, su Alfredo Oriani e sulla narrativa italiana del Novecento. Collaborò a diverse riviste letterarie, sia italiane sia straniere. Tradusse in italiano opere di Bataille, Georges Simenon, Domingo, Henri Troyat, Eugène Ionesco, Quiroga.

## Opere
- Firenze nell'opera dantesca, Roma, Istituto dell'Enciclopedia Italiana, 1971
- A. Firenzuola, Le novelle, introduzione, testo critico e commento a cura di E. Ragni, Roma, Salerno Editrice, 1971
- Francesco Jovine, Firenze, La Nuova Italia, 1972
- Ariosto e Roma, Roma, Istituto Nazionale di Studi Romani, 1974
- C. Bernari, Tre operai e pagine di altri romanzi, introduzione, bio-bibliografia e commento a cura di E. Ragni, Milano, Edizioni Scolastiche Mondadori, 1976
- A. Oriani, I racconti, introduzione, testo critico e commento a cura di E. Ragni, Roma, Salerno, 1977
- Invito alla lettura di Carlo Bernari, Milano, Mursia, 1978
- Narrativa e società, in Letteratura italiana contemporanea, diretta da G. Mariani e M. Petrucciani, II, Roma, Lucarini, 1980, pp. 581-782
- Roma nella narrativa italiana contemporanea. Incontri Letture Umori 1973-1987, Roma, NES, 1988
- Roma passato prossimo, in Effetto Roma. 1. Nostalgia e rimpianto, Roma, Bulzoni, 1992, pp. 61-94; poi ristampato in volumetto, Roma, Micacchi, 1992
- Evadere dal “natio borgo selvaggio”. Divagazione leopardiana, Maratea, Centro Culturale, 1999
- “Il mestiere del furbo”. Un ‘suicidio’ annunciato, in AA.VV., Rimanelliana. Studi su Giose Rimanelli, a c. di S. Martelli, Stony Brook, New York, Forum Italicum Publishing, 2000
- Cultura e letteratura dal primo dopoguerra alla seconda guerra mondiale, in Storia della letteratura italiana, diretta da E. Malato, vol. IX, Il Novecento, Roma, Salerno Editrice, 2000, pp. 287-450
- Prosatori e narratori del pieno e del secondo Novecento (con T. Iermano), ibid., pp. 729-881
- Scrittori dell'ultimo Novecento (con T. Iermano), ibid., pp. 925-1155
- Bigiaretti o della vigile discrezione, in L. Bigiaretti, Profili al tratto, a cura e con un saggio di E. Ragni, Roma, Aracne, 2003, pp. 249-62
- Testi (ediz. critica), in C. Monteverdi, Missa da Cappella a sei. Vespro della Beata Vergine, edizione critica a cura di A. Delfino, Cremona, Fondazione Claudio Monteverdi, 2005, I, pp. 93-109
- A. Oriani, Vortice, introduzione e commento a cura di E. Ragni, Atripalda, Mephite, 2008
- C. Pepoli, I Puritani, edizione critica e commento del libretto di Carlo Pepoli per I Puritani di Bellini (redazione "napoletana"), in V. Bellini, I Puritani, a cura di R. Monterosso, Cremona, Fondazione Claudio Monteverdi, 2008, vol. II, pp. 871-900
- “La gioia intrecciata ar sospiro”. La poesia di Giulio Cesare Santini, Roma, Edilazio, 2010.[2]
- "La letteratura futurista e Roma" Estratto da Studi Romani nº4 Ott/Dic 1977 pag.490-506